# Keizerrijk Oostenrijk
Het keizerrijk Oostenrijk ontstond in 1804 toen keizer Frans II van het Heilige Roomse Rijk zichzelf tot erfelijk keizer uitriep over de gebieden die tot de Habsburgse monarchie behoorden. Formeel had hij deze gebieden slechts in een personele unie geregeerd. Op 6 augustus 1806 deed hij afstand van de (inmiddels lege) keizerstitel van het Heilige Roomse Rijk, mede uit de vrees dat Napoleon Bonaparte deze titel voor zich zou opeisen.

## Volkeren
Oostenrijk was een multinationale staat, waarin verschillende volkeren leefden: met name Duitsers, Hongaren, Tsjechen, Roemenen, Polen, Slowaken, Slovenen, Kroaten, Roethenen, Italianen, Roma en Joden.  Het keizerrijk was sinds zijn oprichting met 21,2 miljoen inwoners (in 1804), qua grootte van de bevolking de derde staat van Europa, na Rusland en Frankrijk.

## Volkslied
Het Oostenrijkse volkslied was de Kaiserhymne. De tekst werd veranderd telkens wanneer het land een nieuwe keizer kreeg.

## Geschiedenis

### Napoleontische oorlogen

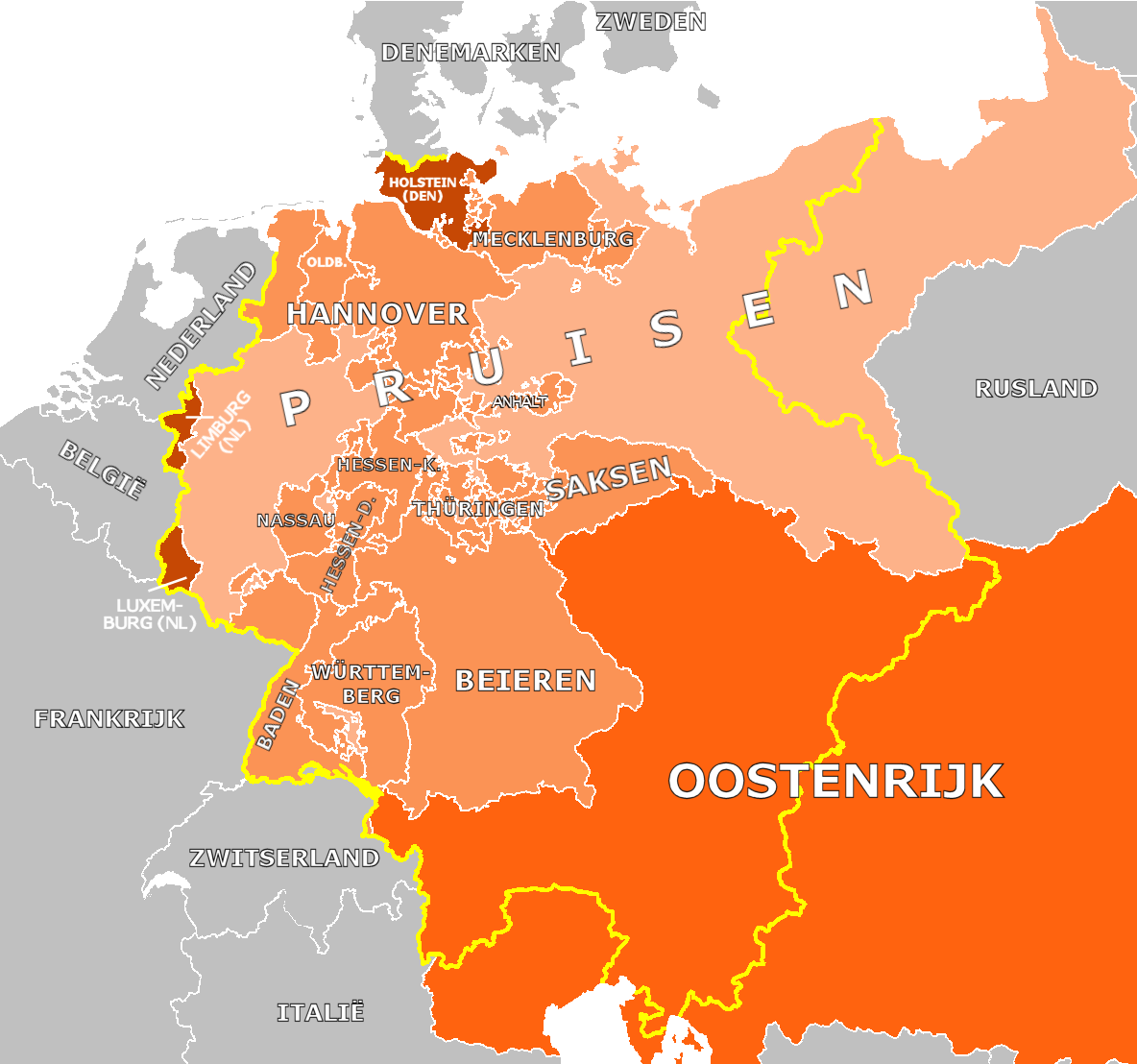
De Duitse Bond in 1860 (gele grenzen) met een deel van Oostenrijk

Met de Vrede van Lunéville in 1801 kwam de linkeroever van de Rijn in Franse handen. Keizer Frans II werd gedwongen tot gebiedscompensatie aan de andere Duitse vorstendommen. Dit werd geregeld door de Reichsdeputationshauptschluss van 1803. Hiermee kwam het principe van het Heilig Roomse Rijk met zijn keurvorstendommen op losse schroeven te staan. Op 18 mei 1804 riep Napoleon Bonaparte zichzelf uit tot keizer. Om uit deze impasse te geraken, creëerde keizer Frans II op 11 augustus 1804 het keizerrijk Oostenrijk. Om de status van zijn dynastie veilig te stellen nam hij voor de Habsburgse erflanden de titel van keizer van Oostenrijk aan, waarmee hij een historische realiteit, de samengestelde Habsburgse monarchie functioneerde al meer dan 200 jaar als zodanig, juridisch bevestigde. Twee jaar later met de oprichting van de Rijnbond (1806) kwam een eind aan het Heilige Roomse Rijk. Frans II deed afstand van de Roomse-Duitse kroon en regeerde verder als Frans I van Oostenrijk.

#### Slag bij Austerlitz
De oorlogen tegen het Frankrijk van Napoleon verliepen dramatisch. Op 2 december 1805 verloor Oostenrijk de Slag bij Austerlitz. Bij de hieropvolgende Vrede van Presburg van 26 december 1805 gingen Tirol en de in 1797 verworven Italiaanse gebieden (met name Venetië) verloren. Voor-Oostenrijk werd opgesplitst en verdeeld afgestaan aan Beieren, Baden, Württemberg, Hessen-Darmstadt en Zwitserland.

#### Slag bij Wagram
Op 9 april 1809 begon Oostenrijk opnieuw aan een oorlog met Frankrijk. Het probeerde sympathie te verwerven in de Duitse gebieden onder Franse bezetting. Dit lukte alleen in Tirol, waar de opstand van Andreas Hofer enige tijd standhield.
Op 21 en 22 mei wonnen de Oostenrijkers de Slag bij Aspern van de Fransen, maar dit bleek geen beslissende overwinning. De Fransen bezetten Wenen en overwonnen op 26 en 27 juni de Oostenrijkers definitief in de Slag bij Wagram, vlak bij Wenen, doordat de Oostenrijkse legers te verspreid waren. Bij Znaim (Znojmo) volgden nog enige schermutselingen.
Hierdoor moest Oostenrijk op 14 oktober 1809 de Vrede van Schönbrunn tekenen, waarbij Salzburg aan de Franse vazalstaat Beieren werd afgestaan. Ook Dalmatië, de Krajina en het Küstenland (waaronder Triëst) gingen verloren, zodat Oostenrijk een binnenstaat werd. Toch liet Frans I op aanbeveling van minister van buitenlandse zaken Klemens von Metternich zijn dochter Marie Louise met Napoleon trouwen.
De oorlogen met Frankrijk brachten het land aan de rand van de afgrond. In 1811 kon Oostenrijk zijn schulden niet meer aflossen en ging het land bankroet.

### Restauratie
Pas met de ondergang van Napoleon ging het weer beter met Oostenrijk. Bij het Wener Congres in 1814 en 1815 onder voorzitterschap van Klemens von Metternich kwam de Restauratie. Oostenrijk herkreeg alle verloren gebieden, met uitzondering van Voor-Oostenrijk en de Oostenrijkse Nederlanden. Het afstaan van de Oostenrijkse Nederlanden was bedoeld om ten noorden van Frankrijk een bufferstaat (het Verenigd Koninkrijk der Nederlanden) te creëren om zo het gevaarlijke Frankrijk beter in toom te houden. Voor-Oostenrijk bestond uit enkele gebieden in het tegenwoordige Baden-Württemberg, met name de Breisgau met de universiteitsstad Freiburg, die al sinds 1368 bij Oostenrijk hoorde. Bij de keuze tussen Voor-Oostenrijk en Salzburg werd voor de laatste gekozen, omdat dit een grotere territoriale eenheid opleverde.
Metternich was tegen het opkomend nationalisme en probeerde te verhinderen dat Duitsland of Italië een eenheidsstaat zou worden (van hem komt de uitspraak Italien ist ein geografischer Begriff, oftewel, het is geen natie, alleen een aanduiding voor het gebied). Om de positie van Oostenrijk te versterken zorgde hij ervoor dat Noord-Italië in Oostenrijkse handen kwam en dat het Oostenrijkse Bondsdaglid, voorzitter werd van de nieuw opgerichte Duitse Bond. Metternichs politiek was er na het Congres van Wenen op gericht de daarin vastgestelde statenordening en het machtsevenwicht te bewaren, het Concert van Europa.
In 1821 werd Metternich kanselier van Oostenrijk.
Op 2 maart 1835 overleed keizer Frans I en werd opgevolgd door zijn geestelijk onbekwame zoon Ferdinand I, namens wie de Geheime Staatsconferentie het land bestuurde.

### Revoluties in 1848
In het revolutiejaar 1848 brak de liberale Maartrevolutie uit in Wenen, Praag, Milaan en vooral in Hongarije. Metternich werd op 13 maart tot aftreden gedwongen en vluchtte naar Londen. In Lombardije onderdrukte veldmaarschalk Josef Radetzky von Radetz de Italiaanse opstand, en wist een Piëmontese invasie af te slaan. De opstand in Praag en de Weense Oktoberopstand later dat jaar werden onderdrukt door veldmaarschalk Alfred I zu Windisch-Graetz. Naar aanleiding van die Oktoberopstand was keizer Ferdinand I naar Olmütz (Olomouc) gevlucht, waar hij op 2 december 1848 afstand deed van de troon ten gunste van zijn 18-jarige neef Frans Jozef.
In Hongarije hadden de revolutionairen de keizer al afgezet en Lajos Kossuth als president aangesteld.
Windisch-Graetz wist in 1849 met Russische hulp en met de inzet van een Kroatisch leger onder ban Josip Jelačić de Hongaarse revolutie te onderdrukken. Het is ironisch dat hetzelfde nationalisme dat het keizerrijk op barsten zette, het ook weer redde, want de Kroaten werden liever door de Oostenrijkers bestuurd dan door de Hongaren. De gevangenissen zaten vol politieke gevangenen, zoals de Tsjechische nationalist, journalist en schrijver Karel Havlíček Borovský.
Desondanks verwierp Frans Jozef I twee ontwerpen voor een nieuwe grondwet. Hierdoor kon hij tot 1859 als een absoluut vorst regeren.

### Risorgimento
In 1859 liet de keizer zich in een oorlog met Frankrijk en Piëmont-Sardinië slepen. Ten gevolge van de verloren slagen bij Magenta en Solferino werd het Verdrag van Zürich getekend en verloor het keizerrijk Lombardije, met uitzondering van Venetië, aan Sardinië-Piëmont.
Het keizerlijke absolutisme was hierdoor niet langer houdbaar, en op verzoek van de keizer werden nieuwe grondwetsvoorstellen gemaakt. Door tegenstellingen tussen liberalen, conservatieven en nationalisten kon geen compromis bereikt worden.

### Oostenrijks-Pruisische oorlog

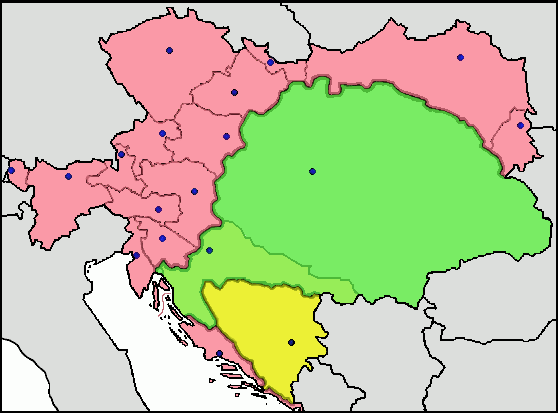
Oostenrijk-Hongarije vanaf 1867 met keizerrijk Oostenrijk (rood), koninkrijk Hongarije (groen) en vanaf 1908: Bosnië en Herzegovina (geel)

Voordat een beslissing genomen kon worden over de regeringscrisis, trad het Duitse vraagstuk op de voorgrond. Het conflict in de troonopvolging van Sleeswijk-Holstein leidde tot een escalatie van de spanningen tussen Pruisen en Oostenrijk.
Oostenrijk kreeg opnieuw harde klappen, nu door de Pruisische invasie in Bohemen. Bij de Slag bij Königgrätz (nu Hradec Králové) versloegen de Pruisen het Oostenrijkse leger. Hiermee verloor Oostenrijk zijn leidende positie in de Duitse Bond aan Pruisen. Doordat de Pruisen zich bij hun bezetting van Bohemen correct gedroegen tegenover de Tsjechen, werd hun nationaliteitsgevoel versterkt.

### Ausgleich
Na de Oostenrijkse nederlaag tegen Pruisen in de oorlog van 1866 was de keizerlijke regering niet langer in staat de eisen om onafhankelijkheid van de Hongaren te negeren. Deze kregen hun zin in 1867, toen door het Oostenrijks-Hongaars Compromis (de ausgleich) Frans Jozef aan Hongarije dezelfde status gaf als Oostenrijk. Beide landen in de dubbelmonarchie hadden een zeer grote interne autonomie. Defensie, buitenlandse zaken en financiën werden federale aangelegenheden.
De scheidingslijn werd ruwweg getrokken langs de rivier de Leitha. Oostenrijk (samen met onder meer Bohemen, dat deel uitmaakte van Oostenrijk) werd Cisleithanië (deze zijde van de Leitha), Hongarije (inclusief Slowakije, Kroatië, Transsylvanië en het Banaat) werd Transleithanië (gene zijde van de Leitha) genoemd.
De Tsjechische wens om eenzelfde regeling voor Bohemen en Moravië werd niet gehonoreerd, niet alleen omdat in die gebieden een grote Duitse minderheid woonde, maar ook omdat de Oostenrijkse en Hongaarse leiders geen macht wilden afstaan aan een derde rijksdeel. In 1918 werd het keizerrijk na het verlies bij de Eerste Wereldoorlog opgeheven en werd het gebied verdeeld.

## Keizers van Oostenrijk

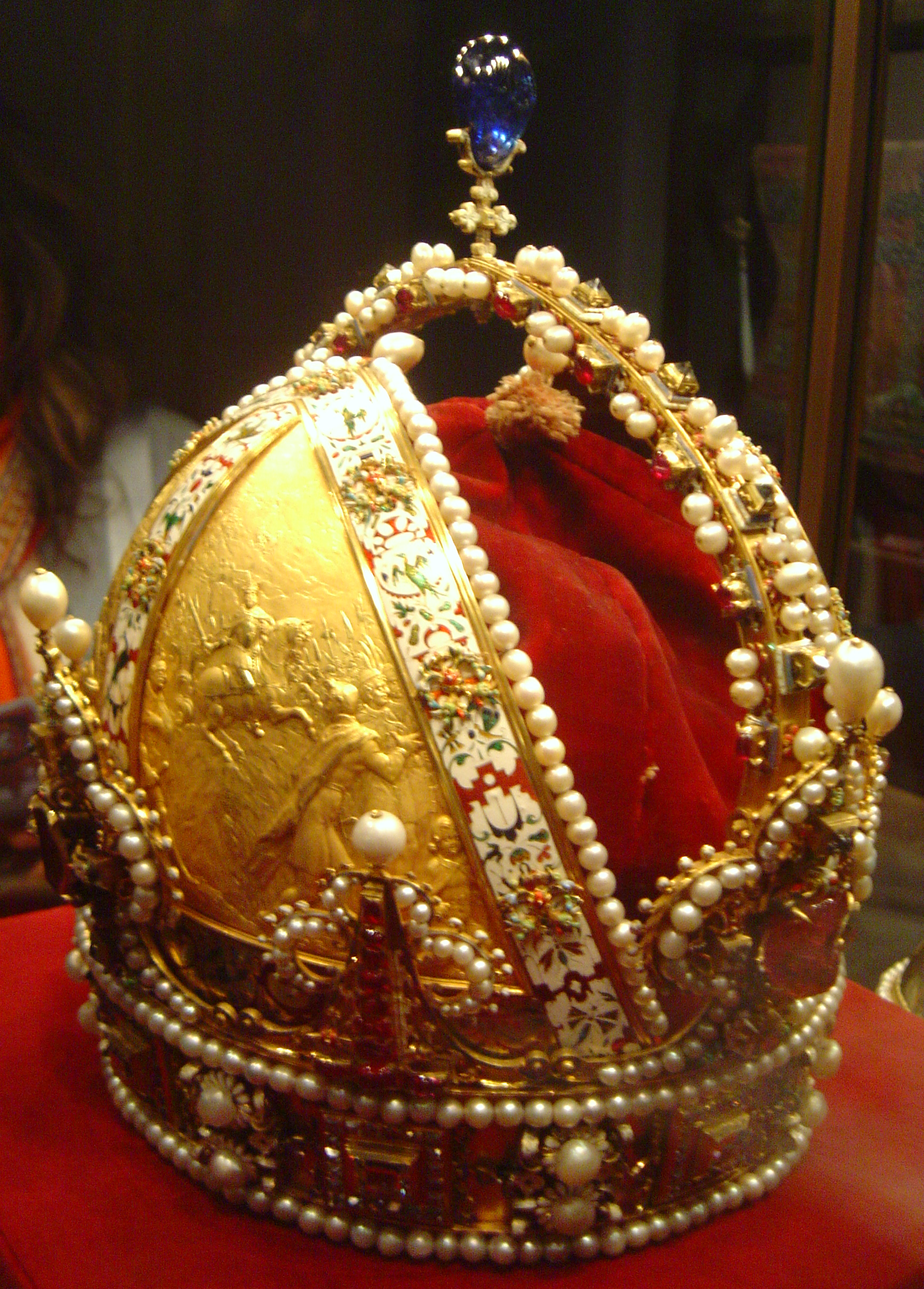
De Rudolfinische keizerskroon van de keizers van Oostenrijk

| Keizer                                                      | Keizer                                 | Regeringsperiode                    | Echtgenote(s)                                                 | Echtgenote(s) |
| ----------------------------------------------------------- | -------------------------------------- | ----------------------------------- | ------------------------------------------------------------- | ------------- |
|                                                             | Frans Franz I (1768-1835)              | 11 augustus 1804 – 2 maart 1835     | Maria Theresia van Bourbon-Sicilië Maria Theresia (1772-1807) |               |
| Maria Louise van Oostenrijk-Este Maria Ludovika (1787-1816) | Frans Franz I (1768-1835)              | 11 augustus 1804 – 2 maart 1835     |                                                               |               |
| Caroline Augusta van Beieren Caroline Augusta (1792-1873)   | Frans Franz I (1768-1835)              | 11 augustus 1804 – 2 maart 1835     |                                                               |               |
|                                                             | Ferdinand Ferdinand I (1793-1875)      | 2 maart 1835 – 2 december 1848      | Maria Anna van Sardinië Maria Anna (1803-1884)                |               |
|                                                             | Frans Jozef Franz Joseph I (1830-1916) | 2 december 1848 – 21 november 1916  | Elisabeth in Beieren Elisabeth (Sisi) (1837-1898)             |               |
|                                                             | Karel Karl I (1887-1922)               | 21 november 1916 – 12 november 1918 | Zita van Bourbon-Parma Zita (1892-1989)                       |               |
| Nooit formeel monarch geweest                               |                                        |                                     |                                                               |               |

## Gebieden in het keizerrijk Oostenrijk
| Gebied                           | Hoofdstad                                    | Volkeren                                          | Bijzonderheden                                                    |
| -------------------------------- | -------------------------------------------- | ------------------------------------------------- | ----------------------------------------------------------------- |
| Koninkrijk Bohemen               | Praag                                        | Tsjechen, Duitsers                                |                                                                   |
| Markgraafschap Moravië           | Brünn                                        | Tsjechen, Duitsers, Slowaken                      |                                                                   |
| Hertogdom Silezië                | Troppau (tsj. Opava)                         | Polen, Tsjechen, Duitsers                         |                                                                   |
| Koninkrijk Galicië en Lodomerië  | Lemberg                                      | Polen, Roetheniërs                                | (in 1846 uitgebreid met Kraków, vanaf 1850 zonder de Boekovina)   |
| Hertogdom Boekovina (sinds 1850) | Czernowitz                                   | Roemenen, Roetheniërs                             |                                                                   |
| Koninkrijk Hongarije             | Boedapest                                    | Hongaren, Slowaken, Roemenen, Duitsers            | tot 1867                                                          |
| Grootvorstendom Zevenburgen      | Klausenburg (ho. Kolozsvár, ro. Cluj-Napoca) | Hongaren, Roemenen, Duitsers                      | tot 1867                                                          |
| Koninkrijk Kroatië en Slavonië   | Agram (kr. Zagreb)                           | Kroaten, Serviërs                                 | tot 1867                                                          |
| Koninkrijk Dalmatië              | Zara (kr. Zadar)                             | Kroaten, Italianen, Serviërs                      |                                                                   |
| Koninkrijk Illyrië               | Laibach (sl. Ljubljana)                      | Duitsers, Slovenen, Kroaten, Italianen, Friaulers | in 1850 gesplitst in Istrië, Karinthië, Krajina, Görz en Gradisca |
| Graafschap Görz en Gradisca      | Görz (it. Gorizia, sl. Gorica)               | Italianen, Friaulers, Slovenen, Duitsers          | vanaf 1850                                                        |
| Markgraafschap Istrië            | Pazin                                        | Slovenen, Kroaten, Italianen, Duitsers            | vanaf 1850                                                        |
| Hertogdom Karinthië              | Klagenfurt                                   | Duitsers, Slovenen                                | vanaf 1850                                                        |
| Hertogdom Krain                  | Laibach (sl. Ljubljana)                      | Slovenen, Duitsers                                | vanaf 1850                                                        |
| Lombardo-Venetiaans Koninkrijk   | Venetië                                      | Italianen                                         | tot 1866 (1859-1866 alleen Venetië); ambtstaal Italiaans          |
| Hertogdom Stiermarken            | Graz                                         | Duitsers                                          |                                                                   |
| Hertogdom Salzburg (sinds 1850)  | Salzburg                                     | Duitsers                                          |                                                                   |
| Graafschap Tirol                 | Innsbruck                                    | Duitsers                                          |                                                                   |
| Vorarlberg                       | Bregenz                                      | Duitsers                                          |                                                                   |
| Aartshertogdom Oostenrijk        | Wenen                                        | Duitsers                                          | universiteit Wenen                                                |

## Kroonlanden
De onderstaande gebieden vormden zogeheten kroonlanden. Deze kroonlanden waren deelstaten, waarvan de Keizer vorst was en bestuurd door een Landeshauptmann of Statthalter (gouverneur).
1. Bohemen
2. Boekovina
3. Kärnten
4. Krain
5. Dalmatië
6. Koninkrijk Galicië en Lodomerië
7. Küstenland
8. Oostenrijk beneden de Enns
9. Moravië
10. Salzburg
11. Oostenrijks Silezië
12. Steiermark
13. Tirol
14. Oostenrijk boven de Enns
15. Vorarlberg
16. Hongarije met Vojvodina en Zevenburgen tot 1867
17. Kroatië en Slavonië tot 1867
18. Bosnië en Herzegovina

Anhalt (1863-1866) ·
Anhalt-Bernburg (1815-1863) ·
Anhalt-Dessau-Köthen (1853-1863) ·
Anhalt-Dessau (1815-1853) ·
Anhalt-Köthen (1815-1853) ·
Baden · Beieren · Bremen · Brunswijk · Frankfort · Hamburg · Hannover · Hessen-Darmstadt · Hessen-Homburg · Hessen-Kassel · Hohenzollern-Hechingen · Hohenzollern-Sigmaringen · Holstein · Lauenburg · Liechtenstein · Limburg · Lippe · Lübeck · Luxemburg · Mecklenburg-Schwerin · Mecklenburg-Strelitz · Nassau · Oldenburg · Oostenrijk · Pruisen · Reuss jongere linie · Reuss oudere linie · Saksen · Saksen-Altenburg · Saksen-Coburg en Gotha · Saksen-Meiningen ·  Saksen-Weimar-Eisenach · Schaumburg-Lippe · Schwarzburg-Rudolstadt · Schwarzburg-Sondershausen · Waldeck-Pyrmont · Württemberg